# Adolphe Thiers
Louis Adolphe Thiers (ur. 18 kwietnia 1797 w Marsylii, zm. 3 września 1877 w Saint-Germain-en-Laye) – francuski polityk, historyk, zwolennik monarchii konstytucyjnej.

## Życiorys
Z zawodu adwokat i dziennikarz liberalny w Paryżu, gdzie pracował od 1821 roku. W roku 1830 wydał dziennik National. Jego działalność sprawiła, iż został inspiratorem protestu przeciwko ordonansom i współtwórcą rewolucji lipcowej. Pozyskał wkrótce masy ludowe, został po rewolucji 1830 r. radcą stanu i podsekretarzem stanu w ministerstwie skarbu, oraz deputowanym.
Działalność polityczną rozpoczął w okresie panowania Ludwika Filipa. Wsławił się wówczas jako przeciwnik radykalnych ugrupowań republikańskich, krwawo stłumił zorganizowane przez nie powstanie w 1834 roku.
Od 1832 r. minister spraw wewnętrznych, później handlu i robót publicznych. Od 1836 r. premier i minister spraw zagranicznych od lutego do sierpnia. Wkrótce przeszedł do opozycji, po czym w 1840 r. został premierem ministrem spraw zagranicznych od marca do października. Dążył do oparcia Francji o granicę Renu, wobec jednakże zarzutów, że chce wywołać wojnę europejską, ustąpił z gabinetem i przeszedł znów do opozycji. Po 1848 przeciwnik Napoleona III wyznając poglądy orleanistyczne, w czasie zamachu stanu w 1851 r. uwięziony, żył (1851-1852) na wygnaniu. Powróciwszy do Paryża poświęcił się badaniom naukowym, od 1863 r. znów deputowany, został znów przywódcą opozycji. W 1870 r. przeciwnik przedwczesnego wypowiedzenia wojny Prusom. Daremnie zabiegał w swej podróży o pomoc mocarstw dla Francji.
W opozycji do Napoleona III Bonaparte, którego nie doceniał, uważał za figuranta, którym łatwo będzie manipulować. W czasie wojny francusko-pruskiej w 1871 roku przyjął bardzo korzystne dla Francji warunki zawieszenia broni i poddał Paryż wojskom pruskim oraz krwawo stłumił Komunę Paryską, za co zyskał przydomek „Krwawego Karła”.
Od 31 sierpnia 1871 stał na czele rządu, będąc prezydentem III Republiki, układał się z Bismarckiem o pokój; dzięki niemu Francja szybko spłaciła kontrybucję wojenną i już w 1873 r. została zwolniona od okupacji. Został obalony 24 maja 1873 przez Zgromadzenie Narodowe. Wraz z Republikanami doszedł ponownie do władzy 1877 r.
Jest autorem wielotomowych Historii Rewolucji Francuskiej (1823-1827, 6 tomów) oraz Historii Konsulatu i Cesarstwa (1845-1862, 20 tomów). Zwolennik konstytucjonalizmu, nieprzychylny nowościom socjalnym, wyznawał poglądy nacjonalistyczne. W dziełach swych sławił Napoleona, a ostro ganił radykalizm rewolucji.